# 3029 Сандерс
3029 Сандерс (3029 Sanders) — астероїд головного поясу, відкритий 1 березня 1981 року.
Тіссеранів параметр щодо Юпітера — 3,625.